# Jaskinia w Dziadowej Skale
Jaskinia w Dziadowej Skale, Schronisko za Szlakiem – jaskinia na wzgórzu Łężec na Wyżynie Częstochowskiej. Administracyjnie należy do Skarżyc – dzielnicy miasta Zawiercie w województwie śląskim, powiecie zawierciańskim. Jaskinia znajduje się w lesie na południowych stokach Łężca, w odległości około 1 km od Zamku w Morsku, przy czarnym szlaku turystycznym. Na niektórych mapach oznaczana jest jako Dziadowa Jaskinia.

## Opis obiektu
Jaskinia znajduje się w niewysokim murze skalnym zwanym Dziadową Skałą. Nazwa jaskini i skały pochodzi od tego, że jeszcze niedawno czasami chronili się w niej biedni, wędrujący od wioski do wioski ludzie zwani dziadami. Główny otwór jaskini o ekspozycji południowo-wschodniej ma wysokość około 4 m i szerokość 2 m. Za krótkim korytarzem jest duża komora o wymiarach 10 × 5 m i wysokości do 7 m. W jej stropie jest wiele szczelin wyprowadzających na powierzchnię skały. Dla człowieka są zbyt ciasne, ale dochodzące przez nie światło powoduje, że komora jest widna. W jej lewej części za 5-metrowej wysokości progiem odchodzi boczny korytarzyk wychodzący otworem na powierzchni skały. W stropie prawej części komory jest wąski komin o wysokości 2,5 m.
W jaskini brak nacieków. Namulisko jest piaszczysto-gliniaste, w pobliżu wejścia z dużą ilością próchnicy. Wskutek dużego otworu jej klimat jest poddany wpływom środowiska zewnętrznego. Wewnątrz występują liczne pająki sieciarze (Meta), ćmy Triphosa i komary.

## Historia poznania
Jaskinia znana była od dawna. Jej namulisko zostało przemieszane w wyniku prowadzonych w niej badań archeologicznych. W jaskini znaleziono kościaną, ozdobioną poprzecznymi nacięciami ozdobę, którą uznano za najstarszy przedmiot artystyczny znaleziony w Polsce. Znaleziono także schowek z żuchwą konia, któremu przypisuje się rytualne znaczenie. Znaleziska tworzyły 4 warstwy kulturowe i zawierały fragmenty kości niedźwiedzia jaskiniowego, konia, żubra, renifera, hieny jaskiniowej, sarny, lisa polarnego, obrożnika, lemingów i innych drobnych ssaków, a także odłupki i narzędzia krzemienne, odłamki ceramiki i grot bełtu z XIII-go wieku. Ślady bytowania ludzi prehistorycznych w jaskini pochodzą z okresu 50 – 38 tysięcy lat p.n.e..
Mimo że jaskinia znajduje się przy szlaku turystycznym, była znana i zaznaczana na mapach, długo brak było jej opisu. W wykazie jaskiń M. Szelerewicza i A. Górnego była tylko wzmiankowana jako Schronisko za Szlakiem. Pierwszą jej dokumentację sporządził dopiero M. Czepiel w 2009 r. Wcześniej jednak opisywane było przebadane w niej stanowisko archeologiczne. M.in. W. Chmielewski w 1958 r. opisał stanowiska paleolityczne, K. Kowalski w 1968 r. znalezione w niej plejstoceńskie fragmenty kości ssaków, K. Cyrek w 2009 r. wyniki badań archeologicznych. W 2009 r.  Stefaniak K. i in. opisali tę jaskinię pod nazwą Jaskinia Dziadowa Skała, opisując prowadzone w niej badania archeologiczne. Podali jednak błędne jej pomiary i nazwę niezgodną z nazwą w wykazie jaskiń Geoportalu. 

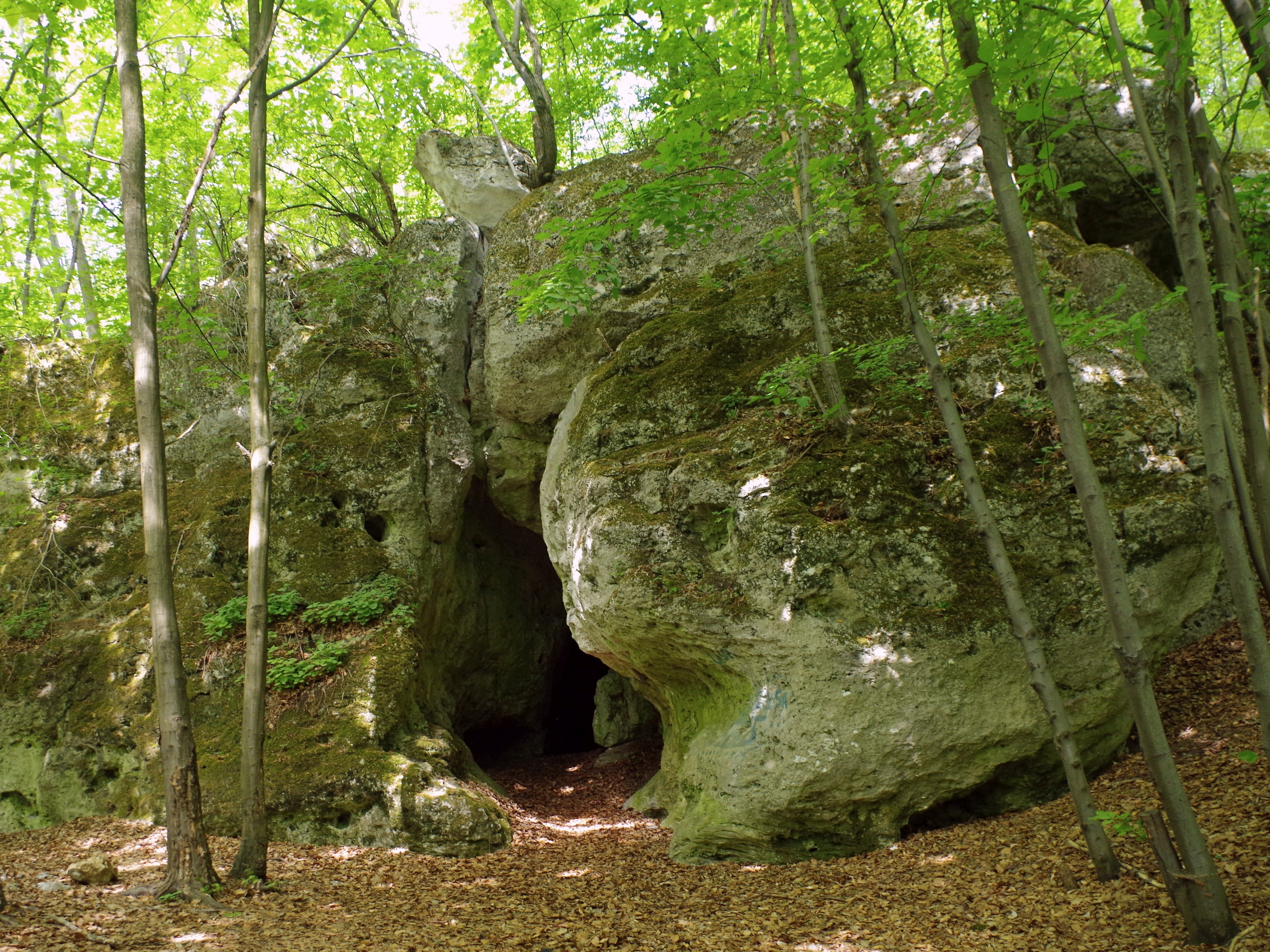
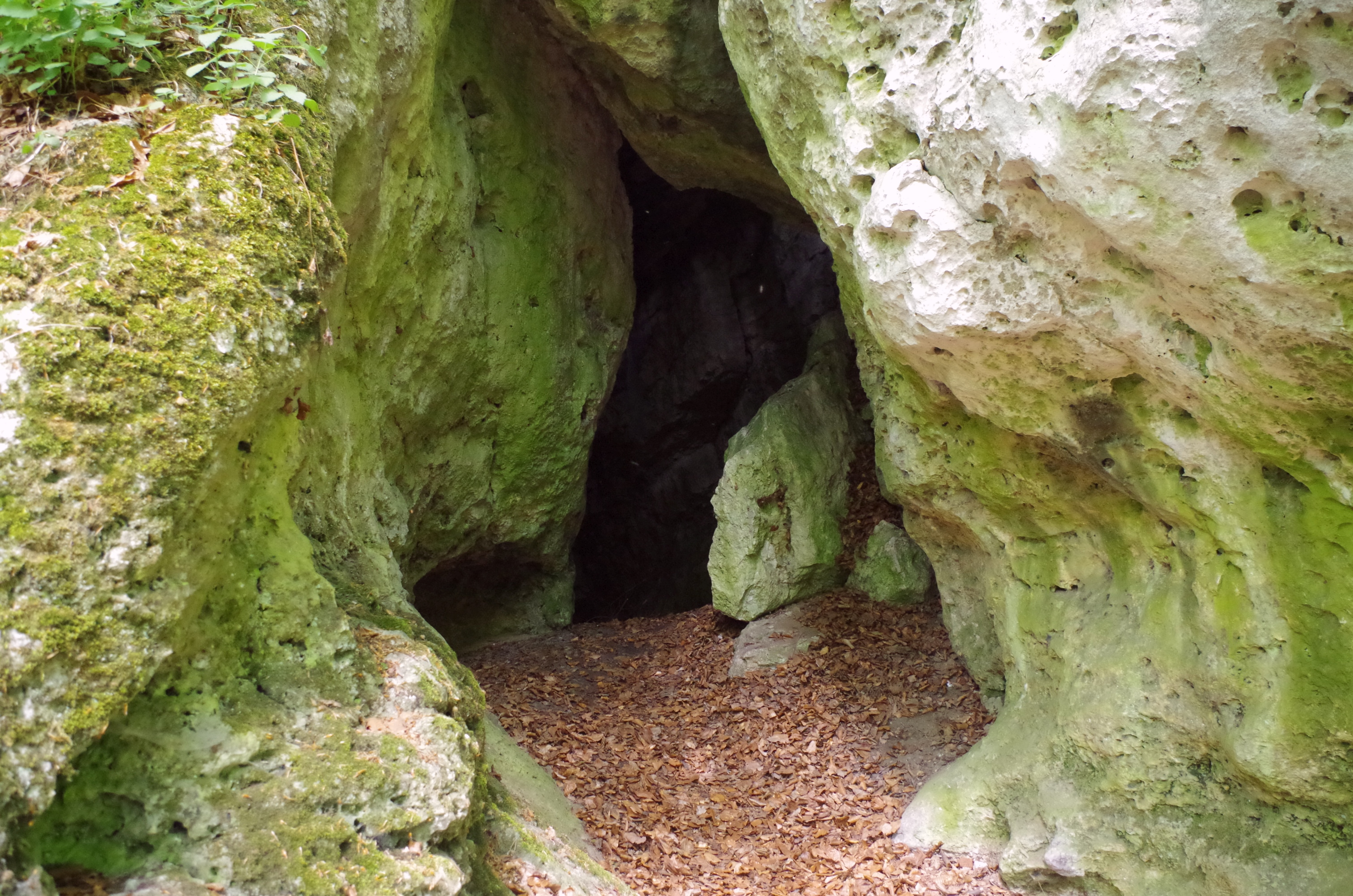
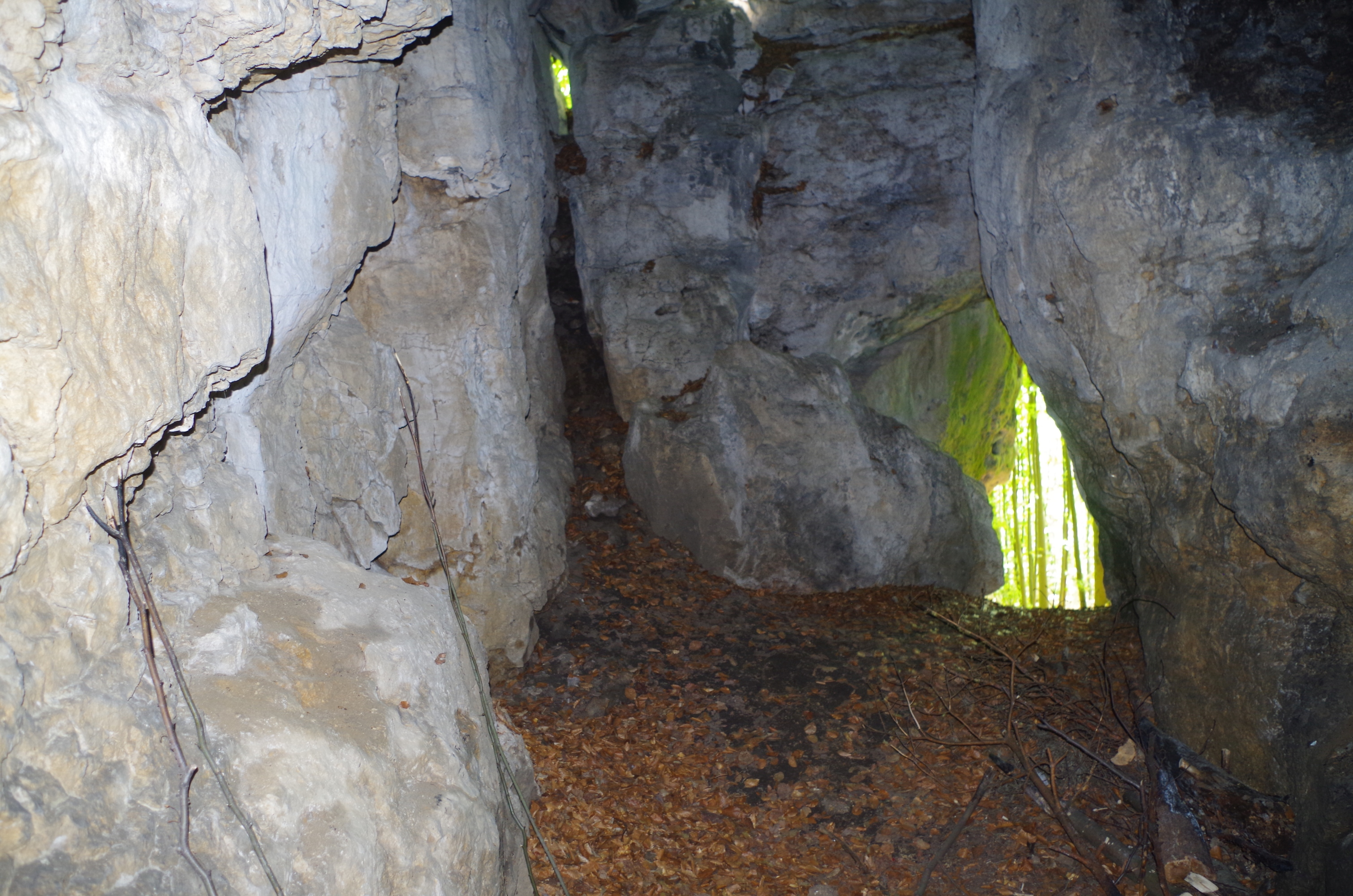

15 m na zachód od Jaskini w Dziadowej Skale jest Schronisko w Dziadowej Skale.